# Renée Friedman
Renée Friedman, née en octobre 1955, est une égyptologue américaine, principalement connue pour ses travaux à Nekhen (Hiérakonpolis).
Friedman a obtenu sa licence à l'université de Californie à Berkeley, où sa thèse portait sur le cimetière égyptien prédynastique de Naga ed Der. Elle a obtenu son doctorat en 1994 pour ses travaux sur les céramiques prédynastiques.
En 1996, avec Barbara Adams, elle a commencé à travailler en tant que co-directrice de l'expédition américaine Hierakonpolis, qui avait été interrompue pendant quatre ans à la suite du décès de l'ancien directeur Walter Fairservis.

## Publications
- Fish and Fishing in Ancient Egypt, 1989, Aris and Phillips, Warminster, England. [with D.J. Brewer] American University in Cairo, 1990, 109p.
- The Followers of Horus: Studies Dedicated to Michael Allen Hoffman, 1992, Oxbow Press, Oxford, avec Barbara Adams, 354p.
- Egypt, 1998, British Museum Press, avec Vivian Davies, 224p.
- Egypt and Nubia. Gifts of the Desert, 2002, 328p, British Museum Press.